# Мартинес Бас, Висенте
Висенте Мартинес Бас (исп. Vicente Martínez Bas; 25 июня 1969, Сеговия, Испания), более известный как Висентин (исп. Vicentin) — испанский футболист, игрок в мини-футбол. Более всего известен выступлениями за испанский клуб «Эль-Посо» и сборную Испании по мини-футболу.

## Биография
На клубном уровне Висентин известен выступлениями за «Эль-Посо» и «Плайас де Кастельон». После этих клубов он выступал за «Бурелу», «МРА Шоту» и «Полярис Картахену», затем за клубы низших дивизионов, а в 2008 году завершил карьеру.
В составе сборной Испании Висентин поехал на Чемпионат мира 1992 года, где отличился пять раз и помог своей команде выиграть бронзовые медали. Но куда большие бомбардирские успехи ожидали его на Чемпионате Европы 1996 года. До финала Висентин отличился лишь дважды, зато в решающем матче стал главным героем, забив четыре мяча в ворота сборной России и обеспечив испанцам итоговую победу со счётом 5:3.
Испанец продолжил свои бомбардирские подвиги и на Чемпионате мира 1996 года. Во время турнира он отличился восемь раз, в том числе дважды забил сборной Бразилии в финале, но этого испанцам для победы не хватило.

## Достижения
- Серебряный призёр Чемпионата мира по мини-футболу 1996
- Бронзовый призёр Чемпионата мира по мини-футболу 1992
- Чемпион Европы по мини-футболу 1996
- Серебряный призёр Чемпионата Европы по мини-футболу 1999